# Rakiwka (obwód chersoński)
Rakiwka (ukr. Раківка) – wieś na Ukrainie, w obwodzie chersońskim, w rejonie berysławskim, w hromadzie Berysław. W 2001 liczyła 438 mieszkańców.